# Comuna Hreciîșkîne, Novoaidar
Hreciîșkîne (în ucraineană Гречишкине) este o comună în raionul Novoaidar, regiunea Luhansk, Ucraina, formată din satele Bezhînove, Hreciîșkîne (reședința), Oknîne și Putîlîne.

## Demografie
Componența lingvistică a comunei Hreciîșkîne
     Rusă (81,84%)
     Ucraineană (17,16%)
     Alte limbi (0,1%)
Conform recensământului din 2001, majoritatea populației comunei Hreciîșkîne era vorbitoare de rusă (81,84%), existând în minoritate și vorbitori de ucraineană (17,16%).